# Pali (Arghakhanchi)
Pali (nep. पाली) – gaun wikas samiti w zachodniej części Nepalu w strefie Lumbini w dystrykcie Arghakhanchi. Według nepalskiego spisu powszechnego z 2011 roku liczył on 966 gospodarstw domowych i 4219 mieszkańców (2433 kobiety i 1786 mężczyzn).